# Strynø Kalv
Strynø Kalv ist eine 45,8 Hektar große, seit Ende der 1960er Jahre unbewohnte dänische Insel in der „Dänischen Südsee“ südlich von Tåsinge, unmittelbar westlich von Strynø gelegen. Die Insel gehört zur Kirchspielsgemeinde (dän.: Sogn) Strynø Sogn, die bis zur dänischen Verwaltungsreform 1970 zur Harde Sunds Herred gehörte, danach zur damaligen Rudkøbing Kommune im Fyns Amt, die mit der Kommunalreform zum 1. Januar 2007 in der Langeland Kommune in der Region Syddanmark aufgegangen ist.
Siehe auch: Liste dänischer Inseln